# Szarvasvarjúfélék
A szarvasvarjúfélék (Bucorvidae) a madarak osztályába és a szarvascsőrűmadár-alakúak (Bucerotiformes) rendjébe tartozó család.

A családba Bucorvus nem 2 faja tartozik. A családba sorolt madarak legkorábbi kövületei Marokkó 15 millió éves rétegeiből kerültek elő.
Afrikában, a Szaharától délre kialakult füves síkságokon, szavannákon élő, nagy testű, fekete madarak. A madarak nagy többségétől eltérően nem 14, hanem 15 nyakcsigolyájuk van. Fejüket és nyakukat csupasz bőrlebernyegek díszítik. Rezonáló torokzacskójuknak köszönhetően hangjuk rendkívül erős; egyes nagymacskafélék üvöltésére emlékeztet. A talajon sétálva vadásznak ízeltlábúakra és hüllőkre. Faodvakban költenek, de az odú száját számos orrszarvúmadártól eltérően nem falazzák be.

## Rendszerezés
Régebbi rendszertanok a családot a szalakótaalakúak (Coraciiformes) rendjébe sorolják.
A családba az alábbi nem és fajok tartoznak:
- Bucorvus
  - kaffer szarvasvarjú (Bucorvus leadbeateri)
  - abesszin szarvasvarjú (Bucorvus abyssinicus)